# Danilo Carando
Danilo Ezequiel Carando (n. 5 august 1988, Argentina) este un fotbalist argentinian care evoluează în prezent la Liga de Loja.